# Vocea României (sezonul 5)
Cel de-al cincilea sezon al talent show-ului românesc Vocea României a debutat pe 18 septembrie 2015 la Pro TV și a luat sfârșit pe 18 decembrie 2015. Componența juriului, V Reporterul și prezentatorii au rămas neschimbați față de sezonul precedent. Câștigătoarea acestui sezon a fost Cristina Bălan din echipa Tudor, cunoscută ca fostă solistă a formației Impact.

## Preselecții
Preselecțiile pentru cel de-al cincilea sezon au avut loc în vara anului 2015, în următoarele localități:
- 24 0mai 2015 – Hotel Golden Tulip Ana Dome, Cluj-Napoca
- 31 0mai 2015 – Hotel Unirea, Iași
- 14 iunie 2015 – Hotel Kronwell, Brașov
- 21 iunie 2015 – Hotel Continental, Timișoara
- 27 iunie 2015 – Hotel IBIS Gara de Nord, București.

Preselecțiile au avut rolul de a selecta concurenții care urmau să participe la etapa audițiilor pe nevăzute, care a fost înregistrată în studiourile Kentauros din Ștefăneștii de Jos în două sesiuni: 25–26 iulie, 3–4 august 2015.

## Particularitățile sezonului
- Au existat 3 etape: audițiile pe nevăzute, confruntările și spectacolele live.
- La sfârșitul fiecărei audiții, în cazul în care concurentul nu a mers mai departe, nu s-a întors niciun scaun.
- Antrenorii au format echipe de câte 14 concurenți, din care 7 și-au câștigat confruntările.
- Antrenorii au putut fura câte un concurent pierzător la confruntări, astfel că echipele au fost aduse la 8 concurenți. Odată furați, concurenții au avut locul asigurat până la finalul etapei.
- La finalul etapei confruntărilor, nu a avut loc proba cântecului decisiv.
- Nu a existat etapa knockouturilor.
- Fiecare antrenor a avut dreptul de a promova 8 concurenți la etapa spectacolelor live.
- Au existat 5 spectacole live.
- În primele 2 spectacole live, au concurat jumătate din concurenții din fiecare echipă, iar eliminările s-au făcut prin decizia antrenorului, fără o probă suplimentară.
- În semifinală, au avut loc dueluri încrucișate, ce s-au finalizat prin decizia publicului de a elimina unul dintre participanți.

## Echipe
| Legendă                                    | Legendă |
| ------------------------------------------ | --- |
| - Câștigător - Locul 2 - Locul 3 - Locul 4 | - Eliminat în semifinală - Eliminat în primele spectacole live - „Furat” în etapa confruntărilor - Eliminat în etapa confruntărilor |

| Antrenor | Antrenor       | Concurenți          | Concurenți        | Concurenți       | Concurenți       | Concurenți      |
| --- | -------------- | ------------------- | ----------------- | ---------------- | ---------------- | --------------- |
| | Tudor Chirilă  | Cristina Bălan      | Tincuța Fernea    | Cristina Lupu    | Sabrina Stroe    | Claudia Andas   |
| Daniel Bălan | Tudor Chirilă  | Roxana Morar        | Armand Murzea     | Paula Rotar      | Florentina Ciună |                 |
| Ovidiu Turcu | Tudor Chirilă  | Andreea Manasia     | Florina Călin     | Delia Pitu       | Adrian Stănescu  |                 |
| |                |                     |                   |                  |                  |                 |
| | Marius Moga    | Tomi Weissbuch      | Alex Florea       | Delia Pitu       | Irina Pelin      | Elvis Silitră   |
| Cristina Stroe | Marius Moga    | Andrei Vitan        | Adrian Tănase     | Mădălina Rusu    | Ioana Sapianu    |                 |
| Andreea Oprea | Marius Moga    | Florin Cruceru      | Luciana Ștefan    | Jessie Baneș     | Lorena Stoian    |                 |
| |                |                     |                   |                  |                  |                 |
| | Smiley         | Tobi Ibitoye        | Michel Kotcha     | Larisa Ciortan   | Nora Deneș       | Ruxandra Anania |
| Diana Cazan | Smiley         | Sergiu Ferat        | Diana Hetea       | Tudor Ion        | Ana Maria Ababei |                 |
| Andreea Vătavu | Smiley         | Alina Colțan        | Nicoleta Hăpăianu | Ștefan Liche     | Cristina Popa    |                 |
| |                |                     |                   |                  |                  |                 |
| | Loredana Groza | Mihai Rait Dragomir | Antonio Fabrizi   | Florentina Ciună | Cristina Vasopol | Gabriela Amzaru |
| Alexandra Mitroi | Loredana Groza | Iulian Selea        | Bogdan Vlădău     | Biu Marquetti    | Sara Mihali      |                 |
| Diana Hetea | Loredana Groza | Tonina Tarnosche    | Alin Pascal       | Daniel Bălan     | Elena Niciu      |                 |
| Notă: Numele scrise cursiv reprezintă concurenți furați de la alt antrenor (aceleași nume sunt tăiate în cadrul vechilor echipe). |                |                     |                   |                  |                  |                 |

## Audiții pe nevăzute

### Episodul 1 (18 septembrie)
Primul dintre cele 7 episoade înregistrate cuprinzând audiții pe nevăzute a fost difuzat pe 18 septembrie 2015.
| Legendă | - ✔ Antrenorul și-a apăsat butonul „EU TE VREAU” - Concurentul a fost eliminat | - Concurentul a intrat automat în echipa antrenorului - Concurentul a ales acest antrenor |

| Ordine | Concurent              | Vârstă | Origine   | Cântec                                                                            | Alegerile antrenorilor și ale concurenților | Alegerile antrenorilor și ale concurenților | Alegerile antrenorilor și ale concurenților | Alegerile antrenorilor și ale concurenților |
| Ordine | Concurent              | Vârstă | Origine   | Cântec                                                                            | Tudor                                       | Loredana                                    | Smiley                                      | Moga                                        |
| ------ | ---------------------- | ------ | --------- | --------------------------------------------------------------------------------- | ------------------------------------------- | ------------------------------------------- | ------------------------------------------- | ------------------------------------------- |
| 1      | Claudia Andas          | 39     | București | „The Best” (Bonnie Tyler)                                                         | ✔                                           | ✔                                           | ✔                                           | ✔                                           |
| 2      | Florin Eugen Cruceru   | 31     | București | „Billionaire” (Travie McCoy și Bruno Mars)                                        | —                                           | —                                           | —                                           | ✔                                           |
| 3      | Angela Bîtlan          | 19     | Galați    | „Because You Loved Me” (Céline Dion)                                              | —                                           | —                                           | —                                           | —                                           |
| 4      | Ovidiu Turcu           | 31     | București | „The Great Pretender” (The Platters)                                              | ✔                                           | —                                           | ✔                                           | ✔                                           |
| 5      | Biu Marquetti          | 40     | București | „Sólo se vive una vez” (Azúcar Moreno)                                            | —                                           | ✔                                           | —                                           | —                                           |
| 6      | Liviu Bazu             | 62     | Mentana   | „My Way” (Frank Sinatra)                                                          | —                                           | —                                           | —                                           | —                                           |
| 7      | Ali Hamid Aṣer Dan     | 21     | București | „Buffalo Soldier” (Bob Marley & The Wailers)                                      | —                                           | —                                           | —                                           | —                                           |
| 8      | Cristina Vasopol       | 35     | Galați    | „Cry Baby” (Garnet Mimms and the Enchanters)                                      | ✔                                           | ✔                                           | ✔                                           | ✔                                           |
| 9      | Alexandra Boghici      | 27     | Galați    | „Stop!” (Sam Brown)                                                               | —                                           | —                                           | —                                           | —                                           |
| 10     | Michel Kotcha          | 23     | București | „Forget You” (Cee Lo Green)                                                       | ✔                                           | ✔                                           | ✔                                           | ✔                                           |
| 11     | Cristina Andreea Stroe | 23     | București | „Dor de viață” (Aura Urziceanu)                                                   | ✔                                           | —                                           | —                                           | ✔                                           |
| 12     | Roxana Sorina Tătaru   | 38     | Ploiești  | „Saving All My Love for You” (Marilyn McCoo și Billy Davis Jr. / Whitney Houston) | —                                           | —                                           | —                                           | —                                           |
| 13     | Diana Cazan            | 27     | Craiova   | „Clown” (Emeli Sandé)                                                             | ✔                                           | —                                           | ✔                                           | ✔                                           |

### Episodul 2 (25 septembrie)
Al doilea episod a fost difuzat pe 25 septembrie 2015.
| Ordine | Concurent               | Vârstă | Origine   | Cântec                                      | Alegerile antrenorilor și ale concurenților | Alegerile antrenorilor și ale concurenților | Alegerile antrenorilor și ale concurenților | Alegerile antrenorilor și ale concurenților |
| Ordine | Concurent               | Vârstă | Origine   | Cântec                                      | Tudor                                       | Loredana                                    | Smiley                                      | Moga                                        |
| ------ | ----------------------- | ------ | --------- | ------------------------------------------- | ------------------------------------------- | ------------------------------------------- | ------------------------------------------- | ------------------------------------------- |
| 1      | Ștefan Vasile Liche     | 16     | Bacău     | „De-ai fi tu salcie la mal” (Mihaela Mihai) | ✔                                           | —                                           | ✔                                           | ✔                                           |
| 2      | Cristina Bălan          | 34     | București | „Down on My Knees” (Ayọ)                    | ✔                                           | ✔                                           | ✔                                           | ✔                                           |
| 3      | Mihai Baneș             | 46     | Oradea    | „L-O-V-E” (Nat King Cole)                   | —                                           | —                                           | —                                           | —                                           |
| 4      | Jessie Baneș            | 19     | Oradea    | „Mama Do (Uh Oh, Uh Oh)” (Pixie Lott)       | —                                           | —                                           | —                                           | ✔                                           |
| 5      | Cristina Lupu           | 24     | București | „That Don't Impress Me Much” (Shania Twain) | ✔                                           | —                                           | ✔                                           | ✔                                           |
| 6      | Ion Oprea Cortez        | 48     | București | „Englishman in New York” (Sting)            | —                                           | —                                           | —                                           | —                                           |
| 7      | Daniel Bălan            | 23     | București | „La bohème” (Charles Aznavour)              | ✔                                           | ✔                                           | ✔                                           | ✔                                           |
| 8      | Gioconda Mimi Danilescu | 51     | București | „I'm So Excited” (The Pointer Sisters)      | —                                           | —                                           | —                                           | —                                           |
| 9      | Ana Maria Ababei        | 20     | Iași      | „Love Me like You Do” (Ellie Goulding)      | —                                           | —                                           | ✔                                           | ✔                                           |
| 10     | George Tudor Ion        | 26     | București | „So Sick” (Ne-Yo)                           | —                                           | —                                           | ✔                                           | —                                           |
| 11     | Laura Bodorin           | 22     | Chișinău  | „Crazy” (Gnarls Garkley)                    | —                                           | —                                           | —                                           | —                                           |
| 12     | Elie Haddad             | 33     | București | „Enter Sandman” (Metallica)                 | —                                           | —                                           | —                                           | —                                           |
| 13     | Roxana Nicoleta Morar   | 17     | Brașov    | „Under” (Alex Hepburn)                      | ✔                                           | —                                           | —                                           | ✔                                           |

### Episodul 3 (2 octombrie)
Al treilea episod a fost difuzat pe 2 octombrie 2015.
| Ordine | Concurent                 | Vârstă | Origine        | Cântec                                                         | Alegerile antrenorilor și ale concurenților | Alegerile antrenorilor și ale concurenților | Alegerile antrenorilor și ale concurenților | Alegerile antrenorilor și ale concurenților |
| Ordine | Concurent                 | Vârstă | Origine        | Cântec                                                         | Tudor                                       | Loredana                                    | Smiley                                      | Moga                                        |
| ------ | ------------------------- | ------ | -------------- | -------------------------------------------------------------- | ------------------------------------------- | ------------------------------------------- | ------------------------------------------- | ------------------------------------------- |
| 1      | Sabrina Stroe             | 18     | Brașov         | „Billie Jean” (Michael Jackson)                                | ✔                                           | —                                           | —                                           | ✔                                           |
| 2      | Armand Murzea             | 36     | București      | „Your Man” (Josh Turner)                                       | ✔                                           | —                                           | —                                           | —                                           |
| 3      | Daniela Bayer             | 48     | Ploiești       | „Respect” (Otis Redding / Aretha Franklin)                     | —                                           | —                                           | —                                           | —                                           |
| 4      | Bogdan Vlădău             | 35     | București      | „Use Somebody” (Kings of Leon)                                 | —                                           | ✔                                           | —                                           | ✔                                           |
| 5      | Mădălina Iulia Rusu       | 17     | Gherla         | „Proud Mary” (Creedence Clearwater Revival)                    | —                                           | —                                           | —                                           | ✔                                           |
| 6      | Iulia Stoica              | 21     | Sibiu          | „I Want to Break Free” (Queen)                                 | —                                           | —                                           | —                                           | —                                           |
| 7      | Mihai Rait Dragomir       | 35     | București      | „Zaraza” (Cristian Vasile)                                     | —                                           | ✔                                           | ✔                                           | ✔                                           |
| 8      | Andreea Paula Vătavu      | 24     | Galați         | „Hey Mama” (David Guetta, Nicki Minaj, Bebe Rexha și Afrojack) | —                                           | —                                           | ✔                                           | ✔                                           |
| 9      | Robert Pascari            | 27     | Gura Humorului | „Take On Me” (a-ha)                                            | —                                           | —                                           | —                                           | —                                           |
| 10     | Doina Spătaru             | 29     | Chișinău       | „Valerie” (The Zutons / Mark Ronson și Amy Winehouse)          | —                                           | —                                           | —                                           | —                                           |
| 11     | Andrei Vitan              | 24     | Brașov         | „Feeling Good” (Cy Grant / Michael Bublé)                      | ✔                                           | ✔                                           | ✔                                           | ✔                                           |
| 12     | Răzvan Munteanu           | 31     | Timișoara      | „White Wedding” (Billy Idol)                                   | —                                           | —                                           | —                                           | —                                           |
| 13     | Florentina Cătălina Ciună | 27     | București      | „Fallin'” (Alicia Keys)                                        | ✔                                           | ✔                                           | ✔                                           | ✔                                           |

### Episodul 4 (9 octombrie)
Al patrulea episod a fost difuzat pe 9 octombrie 2015.
| Ordine | Concurent             | Vârstă | Origine    | Cântec                                                      | Alegerile antrenorilor și ale concurenților | Alegerile antrenorilor și ale concurenților | Alegerile antrenorilor și ale concurenților | Alegerile antrenorilor și ale concurenților |
| Ordine | Concurent             | Vârstă | Origine    | Cântec                                                      | Tudor                                       | Loredana                                    | Smiley                                      | Moga                                        |
| ------ | --------------------- | ------ | ---------- | ----------------------------------------------------------- | ------------------------------------------- | ------------------------------------------- | ------------------------------------------- | ------------------------------------------- |
| 1      | Elvis Silitră         | 21     | București  | „Time Is Running Out” (Muse)                                | ✔                                           | ✔                                           | ✔                                           | ✔                                           |
| 2      | Alina Colțan          | 28     | Craiova    | „Empire State of Mind” (Jay-Z și Alicia Keys)               | —                                           | —                                           | ✔                                           | —                                           |
| 3      | Theodor Rusu          | 25     | București  | „Enjoy the Silence” (Depeche Mode)                          | —                                           | —                                           | —                                           | —                                           |
| 4      | Irina Pelin           | 24     | Craiova    | „(You Make Me Feel Like) A Natural Woman” (Aretha Franklin) | —                                           | —                                           | —                                           | ✔                                           |
| 5      | Corina Cojocaru       | 23     | București  | „Mercy” (Duffy)                                             | —                                           | —                                           | —                                           | —                                           |
| 6      | Antonio Fabrizi       | 36     | București  | „Caruso” (Lucio Dalla)                                      | ✔                                           | ✔                                           | ✔                                           | ✔                                           |
| 7      | Florina Călin         | 33     | București  | „Nobody's Wife” (Anouk)                                     | ✔                                           | —                                           | —                                           | —                                           |
| 8      | Elena Buga            | 26     | Chișinău   | „Welcome to Burlesque” (Cher)                               | —                                           | —                                           | —                                           | —                                           |
| 9      | Filip Emanuel Dongo   | 18     | Tomnatic   | „Here Without You” (3 Doors Down)                           | —                                           | —                                           | —                                           | —                                           |
| 10     | Larisa Ciortan        | 26     | Constanța  | „Smells like Teen Spirit” (Nirvana)                         | ✔                                           | ✔                                           | ✔                                           | ✔                                           |
| 11     | Robert-Nicolae Feraru | 17     | București  | „Oameni” (Aurelian Andreescu)                               | —                                           | —                                           | —                                           | —                                           |
| 12     | Florina Lorena Stoian | 18     | București  | „See You Again” (Wiz Khalifa și Charlie Puth)               | —                                           | —                                           | —                                           | ✔                                           |
| 13     | Adrian Stănescu       | 22     | Tărtășești | „Purple Rain” (Prince și The Revolution)                    | ✔                                           | ✔                                           | —                                           | ✔                                           |

### Episodul 5 (16 octombrie)
Al cincilea episod a fost difuzat pe 16 octombrie 2015.
| Ordine | Concurent                   | Vârstă | Origine   | Cântec                                              | Alegerile antrenorilor și ale concurenților | Alegerile antrenorilor și ale concurenților | Alegerile antrenorilor și ale concurenților | Alegerile antrenorilor și ale concurenților |
| Ordine | Concurent                   | Vârstă | Origine   | Cântec                                              | Tudor                                       | Loredana                                    | Smiley                                      | Moga                                        |
| ------ | --------------------------- | ------ | --------- | --------------------------------------------------- | ------------------------------------------- | ------------------------------------------- | ------------------------------------------- | ------------------------------------------- |
| 1      | Alexandrina Tincuța Fernea  | 16     | Satu Mare | „When I Was Your Man” (Bruno Mars)                  | ✔                                           | —                                           | —                                           | ✔                                           |
| 2      | Alin Pascal                 | 34     | Bistrița  | „Historia de un amor” (diverși)                     | —                                           | ✔                                           | —                                           | —                                           |
| 3      | Speranța Vasiliu            | 47     | Iași      | „Mon mec à moi” (Patricia Kaas)                     | —                                           | —                                           | —                                           | —                                           |
| 4      | Tomer Jack „Tomi” Weissbuch | 17     | București | „Thinking Out Loud” (Ed Sheeran)                    | —                                           | —                                           | —                                           | ✔                                           |
| 5      | Nicoleta Hăpăianu           | 18     | Timișoara | „Say You Love Me” (Jessie Ware)                     | ✔                                           | —                                           | ✔                                           | ✔                                           |
| 6      | Cătălina Antal              | 24     | București | „All I Could Do Was Cry” (Etta James)               | —                                           | —                                           | —                                           | —                                           |
| 7      | Ionuț Botea                 | 35     | Deta      | „Locked Out of Heaven” (Bruno Mars)                 | —                                           | —                                           | —                                           | —                                           |
| 8      | Elena Niciu                 | 33     | Petroșani | „Non, je ne regrette rien” (Édith Piaf)             | ✔                                           | ✔                                           | —                                           | —                                           |
| 9      | Andreea Diana Oprea         | 17     | București | „A Man's Man's Man's World” (James Brown)           | —                                           | —                                           | —                                           | ✔                                           |
| 10     | Gabriel Ionuț Cîndea        | 22     | Orăștie   | „Home” (Michael Bublé)                              | —                                           | —                                           | —                                           | —                                           |
| 11     | Alexandra Mitroi            | 24     | Timișoara | „Can't Remember to Forget You” (Shakira și Rihanna) | —                                           | ✔                                           | —                                           | —                                           |
| 12     | Andreea Cârstea             | 20     | Brașov    | „Seven Nation Army” (The White Stripes)             | —                                           | —                                           | —                                           | —                                           |
| 13     | Ruxandra Anania             | 36     | București | „This World” (Selah Sue)                            | ✔                                           | ✔                                           | ✔                                           | ✔                                           |

### Episodul 6 (23 octombrie)
Al șaselea episod a fost difuzat pe 23 octombrie 2015.
| Ordine | Concurent                         | Vârstă | Origine     | Cântec                                                     | Alegerile antrenorilor și ale concurenților | Alegerile antrenorilor și ale concurenților | Alegerile antrenorilor și ale concurenților | Alegerile antrenorilor și ale concurenților |
| Ordine | Concurent                         | Vârstă | Origine     | Cântec                                                     | Tudor                                       | Loredana                                    | Smiley                                      | Moga                                        |
| ------ | --------------------------------- | ------ | ----------- | ---------------------------------------------------------- | ------------------------------------------- | ------------------------------------------- | ------------------------------------------- | ------------------------------------------- |
| 1      | Iulian Selea                      | 16     | Pitești     | „Take Me to Church” (Hozier)                               | —                                           | ✔                                           | —                                           | —                                           |
| 2      | Paula Rotar                       | 23     | Cluj-Napoca | „Sail” (Awolnation)                                        | ✔                                           | ✔                                           | ✔                                           | —                                           |
| 3      | Robert Nicolas Pița               | 17     | Brașov      | „N'oubliez jamais” (Joe Cocker)                            | —                                           | —                                           | —                                           | —                                           |
| 4      | Nora Deneș                        | 33     | Baia Mare   | „Highway to Hell” (AC/DC)                                  | ✔                                           | ✔                                           | ✔                                           | ✔                                           |
| 5      | Adrian Ștefan Tănase              | 24     | București   | „When a Man Loves a Woman” (Percy Sledge / Michael Bolton) | ✔                                           | —                                           | ✔                                           | ✔                                           |
| 6      | Diana Culic                       | 27     | Cluj-Napoca | „FourFiveSeconds” (Rihanna, Kanye West și Paul McCartney)  | —                                           | —                                           | —                                           | —                                           |
| 7      | Aurelian-Ionuț Faur               | 29     | Târgoviște  | „Suspicious Minds” (Mark James / Elvis Presley)            | —                                           | —                                           | —                                           | —                                           |
| 8      | Luciana Ștefan                    | 22     | București   | „Trouble with My Baby” (Paloma Faith)                      | —                                           | ✔                                           | —                                           | ✔                                           |
| 9      | Oluwatobi Ayokunle „Tobi” Ibitoye | 22     | București   | „A Man's Man's Man's World” (James Brown)                  | ✔                                           | —                                           | ✔                                           | —                                           |
| 10     | Raluca Dumitrescu                 | 20     | Arad        | „Oh! Darling” (The Beatles)                                | —                                           | —                                           | —                                           | —                                           |
| 11     | Tonina Tarnosche                  | 28     | București   | „Walking in Memphis” (Marc Cohn)                           | —                                           | ✔                                           | —                                           | —                                           |
| 12     | Mircea Crîșmăreanu                | 39     | Brașov      | „Unchain My Heart” (Ray Charles / Joe Cocker)              | —                                           | —                                           | —                                           | —                                           |
| 13     | Delia Anastasia Pitu              | 21     | Constanța   | „If I Ain't Got You” (Alicia Keys)                         | ✔                                           | —                                           | —                                           | ✔                                           |

### Episodul 7 (30 octombrie)
Al șaptelea episod a fost difuzat pe 30 octombrie 2015.
| Ordine | Concurent               | Vârstă | Origine         | Cântec                                         | Alegerile antrenorilor și ale concurenților | Alegerile antrenorilor și ale concurenților | Alegerile antrenorilor și ale concurenților | Alegerile antrenorilor și ale concurenților |
| Ordine | Concurent               | Vârstă | Origine         | Cântec                                         | Tudor                                       | Loredana                                    | Smiley                                      | Moga                                        |
| ------ | ----------------------- | ------ | --------------- | ---------------------------------------------- | ------------------------------------------- | ------------------------------------------- | ------------------------------------------- | ------------------------------------------- |
| 1      | Diana Hetea             | 36     | Timișoara       | „Make You Feel My Love” (Bob Dylan / Adele)    | ✔                                           | ✔                                           | ✔                                           | ✔                                           |
| 2      | Gabriela Amzaru         | 16     | Călărași        | „Ileană” (Loredana Groza și Ștefan Bănică jr.) | —                                           | ✔                                           | ✔                                           | —                                           |
| 3      | Alexandru Ionuț Florea  | 23     | Constanța       | „Bed of Roses” (Bon Jovi)                      | —                                           | ✔                                           | —                                           | ✔                                           |
| 4      | Claudia Hallo           | 28     | București       | „Waiting All Night” (Rudimental și Ella Eyre)  | —                                           | —                                           | —                                           | —                                           |
| 5      | Florin Gheorghe Mureșan | 42     | Deva            | „Delilah” (Tom Jones)                          | —                                           | —                                           | —                                           | —                                           |
| 6      | Ioana Sapianu           | 26     | Sânnicolau Mare | „Radioactive” (Imagine Dragons)                | —                                           | —                                           | ✔                                           | ✔                                           |
| 7      | Sergiu Ferat            | 35     | Bacău           | „Man in the Mirror” (Michael Jackson)          | —                                           | —                                           | ✔                                           | —                                           |
| 8      | Florin Voșloban         | 34     | Reghin          | „Hey Brother” (Avicii și Dan Tyminski)         | —                                           | —                                           | —                                           | —                                           |
| 9      | Sara Maria Mihali       | 17     | Baia Mare       | „Rise like a Phoenix” (Conchita Wurst)         | —                                           | ✔                                           | ✔                                           | —                                           |
| 10     | Adriana Gavrilă         | 21     | Călărași        | „Spune-mi” (Monica Anghel)                     | —                                           | —                                           | —                                           | —                                           |
| 11     | Cristina Popa           | 31     | București       | „Lean On” (Major Lazer, DJ Snake și MØ)        | —                                           | —                                           | ✔                                           | —                                           |
| 12     | Sebastian Tudor         | 18     | Roman           | „Wake Me Up!” (Avicii și Aloe Blacc)           | —                                           | —                                           | —                                           | —                                           |
| 13     | Cristina Baban          | 29     | Chișinău        | „Wrecking Ball” (Miley Cyrus)                  | —                                           | —                                           | —                                           | —                                           |
| 14     | Andreea Manasia         | 21     | București       | „If I Were a Boy” (Beyoncé)                    | ✔                                           | —                                           | —                                           | —                                           |

## Confruntări (6, 13, 20 noiembrie)
După audițiile pe nevăzute, fiecare antrenor a avut câte 14 concurenți pentru etapa confruntărilor, care a fost difuzată pe 6, 13 și 20 noiembrie 2015. Antrenorii și-au redus numărul de concurenți la jumătate și au „furat” câte un concurent fiecare din celelalte echipe.
| Legendă | - Concurent învingător - Concurent învins, dar „furat” | - Concurent învins și eliminat - ⃠ Antrenorul nu a putut fura acest concurent |

| Ord.                       | Antrenor                 | Învingător               | Cântec                                                                                    | Învins                   | Rezultatul „furtului”    | Rezultatul „furtului”    | Rezultatul „furtului”    | Rezultatul „furtului”    |
| Ord.                       | Antrenor                 | Învingător               | Cântec                                                                                    | Învins                   | Tudor                    | Loredana                 | Smiley                   | Moga                     |
| Episodul 8 (6 noiembrie)   | Episodul 8 (6 noiembrie) | Episodul 8 (6 noiembrie) | Episodul 8 (6 noiembrie)                                                                  | Episodul 8 (6 noiembrie) | Episodul 8 (6 noiembrie) | Episodul 8 (6 noiembrie) | Episodul 8 (6 noiembrie) | Episodul 8 (6 noiembrie) |
| -------------------------- | ------------------------ | ------------------------ | ----------------------------------------------------------------------------------------- | ------------------------ | ------------------------ | ------------------------ | ------------------------ | ------------------------ |
| 1                          | Loredana Groza           | Bogdan Vlădău            | „Kids” (Robbie Williams și Kylie Minogue)                                                 | Elena Niciu              | —                        | ⃠                         | —                        | —                        |
| 2                          | Smiley                   | Diana Cazan              | „I Just Can't Stop Loving You” (Michael Jackson și Siedah Garrett)                        | Ștefan Liche             | —                        | —                        | ⃠                         | —                        |
| 3                          | Smiley                   | Larisa Ciortan           | „Give It to Me Right” (Melanie Fiona)                                                     | Andreea Vătavu           | —                        | —                        | ⃠                         | —                        |
| 4                          | Marius Moga              | Alex Florea              | „Crazy” (Aerosmith)                                                                       | Ioana Sapianu            | —                        | —                        | —                        | ⃠                         |
| 5                          | Tudor Chirilă            | Claudia Andas            | „Rolling in the Deep” (Adele / Aretha Franklin)                                           | Florina Călin            | ⃠                         | —                        | —                        | —                        |
| 6                          | Smiley                   | Ruxandra Anania          | „Crazy in Love (2014 Remix)” (Beyoncé)                                                    | Nicoleta Hăpăianu        | —                        | —                        | ⃠                         | —                        |
| 7                          | Loredana Groza           | Cristina Vasopol         | „Sisters Are Doin' It for Themselves” (Eurythmics și Aretha Franklin)                     | Diana Hetea              | —                        | ⃠                         | ✔                        | —                        |
| 8                          | Tudor Chirilă            | Armand Murzea            | „Losing My Religion” (R.E.M.)                                                             | Adrian Stănescu          | ⃠                         | —                        | —                        | —                        |
| 9                          | Marius Moga              | Andrei Vitan             | „Need You Now” (Lady Antebellum)                                                          | Jessie Baneș             | —                        | —                        | —                        | ⃠                         |
| Episodul 9 (13 noiembrie)  |                          |                          |                                                                                           |                          |                          |                          |                          |                          |
| 1                          | Smiley                   | Michel Kotcha            | „Master Blaster (Jammin')” (Stevie Wonder)                                                | Ana Maria Ababei         | —                        | —                        | ⃠                         | —                        |
| 2                          | Tudor Chirilă            | Roxana Morar             | „(I Can't Get No) Satisfaction” (The Rolling Stones / PJ Harvey și Björk)                 | Delia Pitu               | ⃠                         | —                        | —                        | ✔                        |
| 3                          | Loredana Groza           | Mihai Rait Dragomir      | „That's Amore” (Dean Martin)                                                              | Biu Marquetti            | —                        | ⃠                         | —                        | —                        |
| 4                          | Marius Moga              | Tomi Weissbuch           | „You're the One That I Want” (John Travolta și Olivia Newton-John)                        | Mădălina Rusu            | —                        | —                        | —                        | ⃠                         |
| 5                          | Tudor Chirilă            | Cristina Bălan           | „Sober” (Pink)                                                                            | Paula Rotar              | ⃠                         | —                        | —                        | —                        |
| 6                          | Smiley                   | Nora Deneș               | „Hound Dog” (Big Mama Thornton / Elvis Presley)                                           | Alina Colțan             | —                        | —                        | ⃠                         | —                        |
| 7                          | Marius Moga              | Elvis Silitră            | „Creep” (Radiohead)                                                                       | Florin Cruceru           | —                        | —                        | —                        | ⃠                         |
| 8                          | Loredana Groza           | Gabriela Amzaru          | „Next to Me” (Emeli Sandé)                                                                | Tonina Tarnosche         | —                        | ⃠                         | —                        | —                        |
| 9                          | Tudor Chirilă            | Cristina Lupu            | „Till We Ain't Strangers No More” (Bon Jovi și LeAnn Rimes)                               | Ovidiu Turcu             | ⃠                         | —                        | —                        | —                        |
| Episodul 10 (20 noiembrie) |                          |                          |                                                                                           |                          |                          |                          |                          |                          |
| 1                          | Smiley                   | Tobi Ibitoye             | „What a Wonderful World” (Louis Armstrong)                                                | Tudor Ion                | —                        | —                        | ⃠                         | —                        |
| 2                          | Marius Moga              | Cristina Stroe           | „No Diggity” (Blackstreet, Dr. Dre și Queen Pen)                                          | Luciana Ștefan           | —                        | —                        | —                        | ⃠                         |
| 3                          | Loredana Groza           | Iulian Selea             | „Impossible” (Shontelle / James Arthur)                                                   | Daniel Bălan             | ✔                        | ⃠                         | ✔                        | ✔                        |
| 4                          | Tudor Chirilă            | Sabrina Stroe            | „Talkin' 'bout a Revolution” (Tracy Chapman)                                              | Andreea Manasia          | ⃠                         | —                        | —                        | —                        |
| 5                          | Smiley                   | Sergiu Ferat             | „One Sweet Day” (Mariah Carey și Boyz II Men)                                             | Cristina Popa            | —                        | —                        | ⃠                         | —                        |
| 6                          | Marius Moga              | Irina Pelin              | „Ironic” (Alanis Morissette)                                                              | Andreea Oprea            | —                        | —                        | —                        | ⃠                         |
| 7                          | Loredana Groza           | Antonio Fabrizi          | „Don't Let the Sun Go Down on Me” (Elton John și George Michael)                          | Sara Mihali              | —                        | ⃠                         | —                        | —                        |
| 8                          | Loredana Groza           | Alexandra Mitroi         | „We've Got Tonight” (Bob Seger și The Silvet Bullet Band / Kenny Rogers și Sheena Easton) | Alin Pascal              | —                        | ⃠                         | —                        | —                        |
| 9                          | Marius Moga              | Adrian Tănase            | „All My Life” (K-Ci & JoJo)                                                               | Lorena Stoian            | —                        | —                        | —                        | ⃠                         |
| 10                         | Tudor Chirilă            | Tincuța Fernea           | „Proud Mary” (Creedence Clearwater Revival / Beyoncé)                                     | Florentina Ciună         | ⃠                         | ✔                        | —                        | —                        |

## Spectacole live

### Săptămâna 1: primii 32, partea I (27 noiembrie)
Primul spectacol live a avut loc pe 27 noiembrie 2015. În cadrul acestuia, au concurat câte 4 concurenți din fiecare echipă. Regula ediției a fost următoarea: din fiecare echipă se salvează favoritul publicului și încă un concurent ales de antrenor.
| Legendă | Concurent salvat de public | Concurent salvat de antrenor | Concurent eliminat |

| Ordine | Antrenor       | Concurent        | Cântec                                                                     | Rezultat            |
| ------ | -------------- | ---------------- | -------------------------------------------------------------------------- | ------------------- |
| 1      | Smiley         | Tobi Ibitoye     | „Freedom” (Pharrell Williams)                                              | Salvat de antrenor  |
| 2      | Smiley         | Larisa Ciortan   | „Nothing Else Matters” (Metallica)                                         | Salvată de public   |
| 3      | Smiley         | Ruxandra Anania  | „You Know I'm No Good” (Amy Winehouse)                                     | Eliminată           |
| 4      | Smiley         | Sergiu Ferat     | „I Believe I Can Fly” (R. Kelly)                                           | Eliminat            |
| 5      | Tudor Chirilă  | Roxana Morar     | „Best of You” (Foo Fighters)                                               | Eliminată           |
| 6      | Tudor Chirilă  | Armand Murzea    | „Perfect Day” (Lou Reed)                                                   | Eliminat            |
| 7      | Tudor Chirilă  | Sabrina Stroe    | „Rehab” (Amy Winehouse)                                                    | Salvată de antrenor |
| 8      | Tudor Chirilă  | Cristina Lupu    | „Nothing Compares 2 U” (The Family / Sinéad O'Connor)                      | Salvată de public   |
| 9      | Loredana Groza | Gabriela Amzaru  | „Paris (Ooh La La)” (Grace Potter and the Nocturnals)                      | Eliminată           |
| 10     | Loredana Groza | Antonio Fabrizi  | „Eternitate” (George Nicolescu)                                            | Salvat de public    |
| 11     | Loredana Groza | Florentina Ciună | „And I Am Telling You I'm Not Going” (Jennifer Holliday / Jennifer Hudson) | Salvată de antrenor |
| 12     | Loredana Groza | Alexandra Mitroi | „Black Velvet” (Alannah Myles)                                             | Eliminată           |
| 13     | Marius Moga    | Delia Pitu       | „Somebody That I Used to Know” (Gotye și Kimbra / Rita Ora)                | Salvată de public   |
| 14     | Marius Moga    | Elvis Silitră    | „Can't Feel My Face” (The Weeknd)                                          | Eliminat            |
| 15     | Marius Moga    | Irina Pelin      | „Hello” (Adele)                                                            | Salvată de antrenor |
| 16     | Marius Moga    | Adrian Tănase    | „Mirrors” (Justin Timberlake)                                              | Eliminat            |

| Ordine | Artist  | Cântec                                       |
| ------ | ------- | -------------------------------------------- |
| 1      | Antonia | Mash-up: „Dream About My Face” / „I Got You” |

### Săptămâna 2.1: primii 32, partea a II-a (1 decembrie)
Al doilea spectacol live a avut loc pe 1 decembrie 2015. În cadrul acestuia, au concurat câte 4 concurenți din fiecare echipă. Regula ediției a fost aceeași ca la episodul precedent.
| Ordine | Antrenor       | Concurent           | Cântec                                                                          | Rezultat            |
| ------ | -------------- | ------------------- | ------------------------------------------------------------------------------- | ------------------- |
| 1      | Loredana Groza | Cristina Vasopol    | „Ană, zorile se varsă” (Ioan Bocșa)                                             | Salvată de antrenor |
| 2      | Loredana Groza | Iulian Selea        | „Uptown Funk” (Mark Ronson și Bruno Mars)                                       | Eliminat            |
| 3      | Loredana Groza | Mihai Rait Dragomir | „Drumurile noastre” (Dan Spătaru)                                               | Salvat de public    |
| 4      | Loredana Groza | Bogdan Vlădău       | „Earned It” (The Weeknd)                                                        | Eliminat            |
| 5      | Marius Moga    | Cristina Stroe      | „Lume, lume” (Maria Tănase)                                                     | Eliminată           |
| 6      | Marius Moga    | Alex Florea         | „I'd Do Anything for Love (But I Won't Do That)” (Meat Loaf și Lorraine Crosby) | Salvat de antrenor  |
| 7      | Marius Moga    | Andrei Vitan        | „Timpul” (Paula Seling)                                                         | Eliminat            |
| 8      | Marius Moga    | Tomi Weissbuch      | „Lay Me Down” (Sam Smith)                                                       | Salvat de public    |
| 9      | Tudor Chirilă  | Cristina Bălan      | „Un actor grăbit” (Laura Stoica)                                                | Salvată de antrenor |
| 10     | Tudor Chirilă  | Daniel Bălan        | „Photograph” (Ed Sheeran)                                                       | Eliminat            |
| 11     | Tudor Chirilă  | Tincuța Fernea      | „America's Sweetheart” (Elle King)                                              | Salvată de public   |
| 12     | Tudor Chirilă  | Claudia Andas       | „Te-aștept să vii” (Mirabela Dauer)                                             | Eliminată           |
| 13     | Smiley         | Michel Kotcha       | „Writing's on the Wall” (Sam Smith)                                             | Salvat de public    |
| 14     | Smiley         | Nora Deneș          | „De la capăt” (Voltaj)                                                          | Salvată de antrenor |
| 15     | Smiley         | Diana Cazan         | „Cine te crezi?” (Feli)                                                         | Eliminată           |
| 16     | Smiley         | Diana Hetea         | „You Lost Me” (Christina Aguilera)                                              | Eliminată           |

| Ordine | Artist                                                | Cântec                    |
| ------ | ----------------------------------------------------- | ------------------------- |
| 1      | Concurenții din acest episod                          | „Deșteaptă-te, române!”   |
| 2      | Alina Dincă și concurenții calificați din episodul 11 | „Fii TU România” (Smiley) |

### Săptămâna 2.2: primii 16 (4 decembrie)
Al treilea spectacol live a avut loc pe 4 decembrie 2015. În cadrul acestuia, au participat toți cei 16 concurenți rămași, iar eliminările s-au făcut după aceeași regulă ca în episoadele precedente, cu precizarea că nu s-a putut vota de mai mult de 5 ori de pe același număr de telefon.
| Ordine | Antrenor       | Concurent           | Cântec                                                        | Rezultat            |
| ------ | -------------- | ------------------- | ------------------------------------------------------------- | ------------------- |
| 1      | Tudor Chirilă  | Cristina Lupu       | „Blue Suede Shoes” (Carl Perkins / Elvis Presley)             | Eliminată           |
| 2      | Tudor Chirilă  | Sabrina Stroe       | „A Woman Left Lonely” (Janis Joplin)                          | Eliminată           |
| 3      | Tudor Chirilă  | Tincuța Fernea      | „Listen” (Beyoncé)                                            | Salvată de public   |
| 4      | Tudor Chirilă  | Cristina Bălan      | „Squander” (Skunk Anansie)                                    | Salvată de antrenor |
| 5      | Smiley         | Larisa Ciortan      | „What's Up?” (4 Non Blondes)                                  | Eliminată           |
| 6      | Smiley         | Michel Kotcha       | „Rolling in the Deep” (Adele)                                 | Salvat de antrenor  |
| 7      | Smiley         | Nora Deneș          | „Roxanne” (The Police)                                        | Eliminată           |
| 8      | Smiley         | Tobi Ibitoye        | „Beneath Your Beautiful” (Labrinth și Emeli Sandé)            | Salvat de public    |
| 9      | Marius Moga    | Delia Pitu          | „Read All About It, Pt. III” (Emeli Sandé)                    | Eliminată           |
| 10     | Marius Moga    | Irina Pelin         | „Because of You” (Kelly Clarkson)                             | Eliminată           |
| 11     | Marius Moga    | Alex Florea         | „Banii vorbesc” (Holograf)                                    | Salvat de public    |
| 12     | Marius Moga    | Tomi Weissbuch      | „Epilog” (Vama Veche)                                         | Salvat de antrenor  |
| 13     | Loredana Groza | Antonio Fabrizi     | „Pensieri e parole” (Lucio Battisti)                          | Salvat de public    |
| 14     | Loredana Groza | Cristina Vasopol    | „I Put a Spell on You” (Screamin' Jay Hawkins / Annie Lennox) | Eliminată           |
| 15     | Loredana Groza | Mihai Rait Dragomir | „With a Little Help from My Friends” (The Beatles)            | Salvat de antrenor  |
| 16     | Loredana Groza | Florentina Ciună    | „Somewhere” (Reri Grist / Richard Beymer și Natalie Wood)     | Eliminată           |

| Ordine | Artist | Cântec              |
| ------ | ------ | ------------------- |
| 1      | Feli   | „Creioane colorate” |

### Săptămâna 3: semifinala (11 decembrie)
Semifinala a avut loc pe 11 decembrie 2015. În cadrul acesteia, au concurat ultimii 2 concurenți rămași în fiecare echipă. Acest sezon a introdus o schimbare în ceea ce privește calificarea în finală a concurenților. Aceștia au participat, fiecare, în câte un „duel încrucișat” (cu un concurent din altă echipă). Astfel, au rămas în concurs patru concurenți: doi din echipa Smiley, unul din echipa Moga și una din echipa Tudor. Ambii concurenți din echipa Loredana au fost eliminați.
| Duel | Antrenor 1     | Cântec 1                                          | Concurent 1         | Concurent 2     | Cântec 2                                                                | Antrenor 2     |
| ---- | -------------- | ------------------------------------------------- | ------------------- | --------------- | ----------------------------------------------------------------------- | -------------- |
| 1    | Smiley         | „Who's Loving You” (The Miracles / The Jackson 5) | Michel Kotcha       | Antonio Fabrizi | „Senza parole” (Vasco Rossi) / „Meravigliosa creatura” (Gianna Nannini) | Loredana Groza |
| 2    | Loredana Groza | „Can't Take My Eyes Off You” (Frankie Valli)      | Mihai Rait Dragomir | Cristina Bălan  | „Gethsemane (I Only Want to Say)” (Ian Gillan / Jeff Fenholt)           | Tudor Chirilă  |
| 3    | Tudor Chirilă  | „The Winner Takes It All” (ABBA)                  | Tincuța Fernea      | Tomi Weissbuch  | „Preocupat cu gura ta” (Smiley)                                         | Marius Moga    |
| 4    | Marius Moga    | „Atât de singur” (Talisman)                       | Alex Florea         | Tobi Ibitoye    | „Make It Rain” (Foy Vance / Ed Sheeran)                                 | Smiley         |

| Ordine | Artist                           | Cântec                                      |
| ------ | -------------------------------- | ------------------------------------------- |
| 1      | DOC și Smiley                    | „Pierdut buletin” (DOC, Motzu și Smiley)    |
| 2      | Loredana Groza                   | „A ta mireasă”                              |
| 3      | Vama                             | „Declar pierdută țară”                      |
| 4      | Angelo Simonică și Nicole Cherry | „Pot eu să te urăsc?”                       |
| 5      | Baletul PRO Dance                | Dans inspirat de franciza Războiul stelelor |

### Săptămâna 4: finala (18 decembrie)
Finala a avut loc pe 18 decembrie 2015. Fiecare concurent a interpretat câte trei piese: una solo, una împreună cu antrenorul și una împreună cu un muzician cunoscut sau un grup de muzicieni din România. Votul publicului a decis câștigătorul.
| Antrenor      | Concurent      | Ord. | Cântec solo                                                         | Ord. | Cântec în duet (cu un muzician cunoscut)                                 | Ord. | Cântec în duet (cu antrenorul)                             | Loc |
| ------------- | -------------- | ---- | ------------------------------------------------------------------- | ---- | ------------------------------------------------------------------------ | ---- | ---------------------------------------------------------- | --- |
| Smiley        | Tobi Ibitoye   | 1    | „Feeling Good” (Cy Grant) / „I Got You (I Feel Good)” (James Brown) | 5    | „Jealous” (Labrinth) — cu Alina Eremia                                   | 9    | „Acasă” (Smiley)                                           | 3   |
| Smiley        | Michel Kotcha  | 4    | „Unchained Melody” (Todd Duncan / The Righteous Brothers)           | 8    | „Și îngerii au demonii lor” (Dan Bittman) — cu Dan Bittman               | 9    | „Acasă” (Smiley)                                           | 4   |
| Marius Moga   | Tomi Weissbuch | 10   | „Fix You” (Coldplay)                                                | 2    | „România” (Adrian Daminescu) / „Return to Innocence” (Enigma) — cu Andra | 6    | „Wonderwall” (Oasis) / „Tot mai sus” (Guess Who și deMoga) | 2   |
| Tudor Chirilă | Cristina Bălan | 7    | „This Is My Life” (Shirley Bassey)                                  | 11   | „The Show Must Go On” (Queen) — cu Corul Regal                           | 3    | „Vama Veche” (Vama Veche)                                  | 1   |

| Ordine | Artist                                                                            | Cântec                                |
| ------ | --------------------------------------------------------------------------------- | ------------------------------------- |
| 1      | Vița de Vie                                                                       | „Praf de stele”                       |
| 2      | Loredana Groza, Florentina Ciună, Antonio Fabrizi, Iulian Selea, Cristina Vasopol | „Te iubesc” (Loredana Groza și Nadir) |
| 3      | Fameless                                                                          | „For the Love of God”                 |
| 4      | Cristina Bălan                                                                    | „This Is My Life” (Shirley Bassey)    |

## Tabelele eliminărilor
| Legendă | Legendă                                                                          |
| --- | -------------------------------------------------------------------------------- |
| - Concurent în echipa Tudor - Concurent în echipa Loredana - Concurent în echipa Smiley - Concurent în echipa Moga | - Concurent salvat de public - Concurent salvat de antrenor - Concurent eliminat |

### Combinat
| Concurent | Concurent           | Săptămâna 1 | Săptămâna 2 | Săptămâna 2                | Săptămâna 3                | Săptămâna 4                |
| Concurent | Concurent           | Săptămâna 1 | Marți       | Vineri                     | Săptămâna 3                | Săptămâna 4                |
| --------- | ------------------- | ----------- | ----------- | -------------------------- | -------------------------- | -------------------------- |
|           | Cristina Bălan      |             | Salvată     | Salvată                    | Salvată                    | Câștigătoare               |
|           | Tomi Weissbuch      |             | Salvat      | Salvat                     | Salvat                     | Locul 2                    |
|           | Tobi Ibitoye        | Salvat      |             | Salvat                     | Salvat                     | Locul 3                    |
|           | Michel Kotcha       |             | Salvat      | Salvat                     | Salvat                     | Locul 4                    |
|           | Mihai Rait Dragomir |             | Salvat      | Salvat                     | Eliminat                   | Eliminați (Locurile 5–8)   |
|           | Tincuța Fernea      |             | Salvată     | Salvată                    | Eliminată                  | Eliminați (Locurile 5–8)   |
|           | Alex Florea         |             | Salvat      | Salvat                     | Eliminat                   | Eliminați (Locurile 5–8)   |
|           | Antonio Fabrizi     | Salvat      |             | Salvat                     | Eliminat                   | Eliminați (Locurile 5–8)   |
|           | Larisa Ciortan      | Salvată     |             | Eliminată                  | Eliminați (locurile 9–16)  | Eliminați (locurile 9–16)  |
|           | Cristina Lupu       | Salvată     |             | Eliminată                  | Eliminați (locurile 9–16)  | Eliminați (locurile 9–16)  |
|           | Delia Pitu          | Salvată     |             | Eliminată                  | Eliminați (locurile 9–16)  | Eliminați (locurile 9–16)  |
|           | Florentina Ciună    | Salvată     |             | Eliminată                  | Eliminați (locurile 9–16)  | Eliminați (locurile 9–16)  |
|           | Nora Deneș          |             | Salvată     | Eliminată                  | Eliminați (locurile 9–16)  | Eliminați (locurile 9–16)  |
|           | Irina Pelin         | Salvată     |             | Eliminată                  | Eliminați (locurile 9–16)  | Eliminați (locurile 9–16)  |
|           | Sabrina Stroe       | Salvată     |             | Eliminată                  | Eliminați (locurile 9–16)  | Eliminați (locurile 9–16)  |
|           | Cristina Vasopol    |             | Salvată     | Eliminată                  | Eliminați (locurile 9–16)  | Eliminați (locurile 9–16)  |
|           | Claudia Andas       |             | Eliminată   | Eliminați (locurile 17–32) | Eliminați (locurile 17–32) | Eliminați (locurile 17–32) |
|           | Daniel Bălan        |             | Eliminat    | Eliminați (locurile 17–32) | Eliminați (locurile 17–32) | Eliminați (locurile 17–32) |
|           | Diana Cazan         |             | Eliminată   | Eliminați (locurile 17–32) | Eliminați (locurile 17–32) | Eliminați (locurile 17–32) |
|           | Diana Hetea         |             | Eliminată   | Eliminați (locurile 17–32) | Eliminați (locurile 17–32) | Eliminați (locurile 17–32) |
|           | Iulian Selea        |             | Eliminat    | Eliminați (locurile 17–32) | Eliminați (locurile 17–32) | Eliminați (locurile 17–32) |
|           | Cristina Stroe      |             | Eliminată   | Eliminați (locurile 17–32) | Eliminați (locurile 17–32) | Eliminați (locurile 17–32) |
|           | Andrei Vitan        |             | Eliminat    | Eliminați (locurile 17–32) | Eliminați (locurile 17–32) | Eliminați (locurile 17–32) |
|           | Bogdan Vlădău       |             | Eliminat    | Eliminați (locurile 17–32) | Eliminați (locurile 17–32) | Eliminați (locurile 17–32) |
|           | Gabriela Amzaru     | Eliminată   |             | Eliminați (locurile 17–32) | Eliminați (locurile 17–32) | Eliminați (locurile 17–32) |
|           | Ruxandra Anania     | Eliminată   |             | Eliminați (locurile 17–32) | Eliminați (locurile 17–32) | Eliminați (locurile 17–32) |
|           | Sergiu Ferat        | Eliminat    |             | Eliminați (locurile 17–32) | Eliminați (locurile 17–32) | Eliminați (locurile 17–32) |
|           | Alexandra Mitroi    | Eliminată   |             | Eliminați (locurile 17–32) | Eliminați (locurile 17–32) | Eliminați (locurile 17–32) |
|           | Roxana Morar        | Eliminată   |             | Eliminați (locurile 17–32) | Eliminați (locurile 17–32) | Eliminați (locurile 17–32) |
|           | Armand Murzea       | Eliminat    |             | Eliminați (locurile 17–32) | Eliminați (locurile 17–32) | Eliminați (locurile 17–32) |
|           | Elvis Silitră       | Eliminat    |             | Eliminați (locurile 17–32) | Eliminați (locurile 17–32) | Eliminați (locurile 17–32) |
|           | Adrian Tănase       | Eliminat    |             | Eliminați (locurile 17–32) | Eliminați (locurile 17–32) | Eliminați (locurile 17–32) |
| Concurent | Concurent           | Primii 32   | Primii 32   | Primii 16                  | Semifinala                 | Finala                     |

### Pe echipe
| Concurent | Concurent           | Săptămâna 1 | Săptămâna 2 | Săptămâna 2 | Săptămâna 3 | Săptămâna 4  |
| Concurent | Concurent           | Săptămâna 1 | Marți       | Vineri      | Săptămâna 3 | Săptămâna 4  |
| --------- | ------------------- | ----------- | ----------- | ----------- | ----------- | ------------ |
|           | Cristina Bălan      |             | Salvată     | Salvată     | Salvată     | Câștigătoare |
|           | Tincuța Fernea      |             | Salvată     | Salvată     | Eliminată   |              |
|           | Cristina Lupu       | Salvată     |             | Eliminată   |             |              |
|           | Sabrina Stroe       | Salvată     |             | Eliminată   |             |              |
|           | Claudia Andas       |             | Eliminată   |             |             |              |
|           | Daniel Bălan        |             | Eliminat    |             |             |              |
|           | Roxana Morar        | Eliminată   |             |             |             |              |
|           | Armand Murzea       | Eliminat    |             |             |             |              |
|           |                     |             |             |             |             |              |
|           | Tomi Weissbuch      |             | Salvat      | Salvat      | Salvat      | Locul 2      |
|           | Alex Florea         |             | Salvat      | Salvat      | Eliminat    |              |
|           | Delia Pitu          | Salvată     |             | Eliminată   |             |              |
|           | Irina Pelin         | Salvată     |             | Eliminată   |             |              |
|           | Cristina Stroe      |             | Eliminată   |             |             |              |
|           | Andrei Vitan        |             | Eliminat    |             |             |              |
|           | Elvis Silitră       | Eliminat    |             |             |             |              |
|           | Adrian Tănase       | Eliminat    |             |             |             |              |
|           |                     |             |             |             |             |              |
|           | Tobi Ibitoye        | Salvat      |             | Salvat      | Salvat      | Locul 3      |
|           | Michel Kotcha       |             | Salvat      | Salvat      | Salvat      | Locul 4      |
|           | Larisa Ciortan      | Salvată     |             | Eliminată   |             |              |
|           | Nora Deneș          |             | Salvată     | Eliminată   |             |              |
|           | Diana Cazan         |             | Eliminată   |             |             |              |
|           | Diana Hetea         |             | Eliminată   |             |             |              |
|           | Ruxandra Anania     | Eliminată   |             |             |             |              |
|           | Sergiu Ferat        | Eliminat    |             |             |             |              |
|           |                     |             |             |             |             |              |
|           | Mihai Rait Dragomir |             | Salvat      | Salvat      | Eliminat    |              |
|           | Antonio Fabrizi     | Salvat      |             | Salvat      | Eliminat    |              |
|           | Florentina Ciună    | Salvată     |             | Eliminată   |             |              |
|           | Cristina Vasopol    |             | Salvată     | Eliminată   |             |              |
|           | Iulian Selea        |             | Eliminat    |             |             |              |
|           | Bogdan Vlădău       |             | Eliminat    |             |             |              |
|           | Gabriela Amzaru     | Eliminată   |             |             |             |              |
|           | Alexandra Mitroi    | Eliminată   |             |             |             |              |
| Concurent | Concurent           | Primii 32   | Primii 32   | Primii 16   | Semifinala  | Finala       |

## Incidente, critici și controverse

### Acuzații de favoritism la preselecții
Loredana Groza a fost acuzată de mai mulți concurenți eliminați la preselecții că ar fi favorizat elevii de la școala sa privată de canto. Conform acestora, Lucia Ciobotaru, profesoară de canto la această instituție, a fost una dintre persoanele care au audiat concurenții la această etapă.

### Audiția lui Liviu Bazu
Concurentul Liviu Bazu, care a cântat alături de formații cunoscute din România, printre care FFN, Cromatic și Basorelief, și care a apărut în primul episod al sezonului, a susținut că panoul de jurați a fost „influențat și manipulat” de către Peter Majeský, șeful de producție al emisiunii, în urma unei dispute între cei doi, pornite cu câteva zile în urmă de la faptul că Majeský fuma în studio. Bazu susține că incidentul l-a făcut să regizeze un mic scandal, din moment ce era convins că rezultatul audiției nu avea să fie unul favorabil. La finalul audiției sale, observând că niciunul dintre jurați nu l-a dorit în echipă, Bazu și-a exprimat indignarea față de echipa emisiunii, susținând că aceasta „a distrus o legendă”. Concurentul a declarat și că echipa de producție făcuse presiuni pentru includerea lui în emisiune și că piesa pe care a interpretat-o în concurs i-a fost impusă. Pro TV nu a dat nicio declarație referitoare la acest incident.

### Campania de promovare a Tincuței Fernea
Tincuța Fernea, originară din Satu Mare, semifinalistă în sezonul 5, s-a aflat în mijlocul unui scandal mediatic, în urma unei campanii agresive de promovare a acesteia, demarate de Consiliul Județean Satu Mare. Antrenorul concurentei în emisiune, Tudor Chirilă, a dezaprobat, pe blogul personal, campania, criticând implicarea politică a CJ Satu Mare în emisiune și faptul că aceasta s-a făcut pe baza fondurilor publice și a imaginii artistului. Chirilă a mai afirmat și că gestul autorităților sătmărene a fost nedrept față de ceilalți participanți și a îndemnat publicul votant să nu țină cont de originea sau trecutul artistic al concurenților. Fernea a fost salvată de public de două ori: în episoadele 12 și 13. Antrenorul a considerat că artista a avut o prestație slabă în episodul 12, pentru care s-a revanșat în episodul 13. Demersul CJ Satu Mare a stârnit reacții negative din partea unor telespectatori, aceștia semnalând abundența afișelor din Satu Mare ce îndemnau la votarea concurentei. Pro TV a cerut instituției îndepărtarea afișelor de susținere, pe motiv că acestea includeau sigla emisiunii și fotografii cu Tudor Chirilă fără permisiunea postului. Președintele CJ Satu Mare, Adrian Ștef, a declarat că a considerat firească intenția de a susține concurenta, cerându-și scuze postului și artiștilor implicați și negând vreun substrat politic al campaniei. Totodată, a negat și acuzațiile de favoritism, citând campania similară făcută în 2013 de instituție pentru artistul Bogdan Bratiș, clasat pe locul patru în acel an la emisiunea similară X Factor, de la postul rival Antena 1.

### Participarea celebrităților la concurs
Participarea la concurs a Cristinei Bălan, câștigătoarea sezonului și fosta solistă a formației Impact, a stârnit reacții negative din partea unor telespectatori care au susținut că artista ar fi fost nedrept avantajată în concurs datorită popularității formației în România în anii 2000. De menționat că și Biu Marquetti, Bogdan Vlădău și Mihai Dragomir s-au bucurat de oarece popularitate înainte de participarea la concurs. Bălan s-a declarat surprinsă de propria victorie și a afirmat că nu există nicio regulă care să-i fi putut preveni participarea în concurs și că a văzut în Vocea României o șansă de a își reîncepe cariera muzicală, după o perioadă îndelungată de inactivitate.

## Audiențe
| Legendă                                                                          |
| -------------------------------------------------------------------------------- |
| - Ora de Vară a Europei de Est (ora de vară) - Ora Europei de Est (ora de iarnă) |

| Etapă               | Nr. | Data difuzării     | Poziție în grilă | Segment de public | Segment de public | Segment de public | Segment de public | Segment de public | Segment de public | Segment de public | Segment de public | Segment de public | Segment de public | Segment de public     | Segment de public     | Segment de public     | Segment de public     | Segment de public     | Surse         |
| Etapă               | Nr. | Data difuzării     | Poziție în grilă | Național          | Național          | Național          | Național          | Național          | Urban             | Urban             | Urban             | Urban             | Urban             | Comercial (18–49 ani) | Comercial (18–49 ani) | Comercial (18–49 ani) | Comercial (18–49 ani) | Comercial (18–49 ani) | Surse         |
| Etapă               | Nr. | Data difuzării     | Poziție în grilă | Loc               | Vârf (mii)        | Medie (mii)       | Rating (%)        | Cotă (%)          | Loc               | Vârf (mii)        | Medie (mii)       | Rating (%)        | Cotă (%)          | Loc                   | Vârf (mii)            | Medie (mii)           | Rating (%)            | Cotă (%)              | Surse         |
| ------------------- | --- | ------------------ | ---------------- | ----------------- | ----------------- | ----------------- | ----------------- | ----------------- | ----------------- | ----------------- | ----------------- | ----------------- | ----------------- | --------------------- | --------------------- | --------------------- | --------------------- | --------------------- | ------------- |
| Audiții pe nevăzute | 01  | 18 septembrie 2015 | Vineri, 20:30    | 1                 | 2 000             | 1 570             | 08,5              | 20,4              | 1                 |                   | 0 882             | 08,7              | 21,2              | 1                     |                       | 513                   | 10,2                  | 30,7                  | [ 33 ] [ 34 ] |
| Audiții pe nevăzute | 02  | 25 septembrie 2015 | Vineri, 20:30    | 1                 | 2 100             | 1 565             | 08,5              | 17,5              | 1                 |                   | 1 011             | 10,0              | 20,9              | 1                     |                       | 593                   | 11,7                  | 27,7                  | [ 35 ] [ 36 ] |
| Audiții pe nevăzute | 03  | 2 octombrie 2015   | Vineri, 20:30    | 1                 | 2 491             | 1 792             | 09,7              | 20,7              | 1                 | 1 676             | 1 169             | 11,6              | 24,0              | 1                     | 1 005                 | 706                   | 13,9                  | 32,6                  | [ 37 ]        |
| Audiții pe nevăzute | 04  | 9 octombrie 2015   | Vineri, 20:30    | 1                 | 2 564             | 1 948             | 10,6              | 21,8              | 1                 | 1 510             | 1 181             | 11,7              | 24,5              | 1                     | 0 900                 | 707                   | 14,0                  | 32,6                  | [ 38 ]        |
| Audiții pe nevăzute | 05  | 16 octombrie 2015  | Vineri, 20:30    | 1                 | 2 382             | 1 764             | 09,6              | 19,7              | 1                 | 1 325             | 1 008             | 10,0              | 20,9              | 1                     | 0 724                 | 565                   | 11,1                  | 27,9                  | [ 39 ]        |
| Audiții pe nevăzute | 06  | 23 octombrie 2015  | Vineri, 20:30    | 1                 | 2 313             | 1 809             | 09,8              | 20,8              | 1                 | 1 413             | 1 118             | 11,1              | 23,0              | 1                     | 0 838                 | 685                   | 13,5                  | 32,0                  | [ 40 ]        |
| Audiții pe nevăzute | 07  | 30 octombrie 2015  | Vineri, 20:30    | 1                 | 2 341             | 1 768             | 09,6              | 20,4              | 1                 | 1 408             | 1 071             | 10,6              | 22,1              | 1                     | 0 836                 | 661                   | 13,0                  | 31,3                  | [ 41 ]        |
| Confruntări         | 08  | 6 noiembrie 2015   | Vineri, 20:30    | 1                 | 2 271             | 1 336             | 07,2              | 17,0              | 1                 | 1 276             | 0 893             | 08,9              | 19,8              | 1                     | 0 654                 | 514                   | 10,2                  | 25,3                  | [ 42 ]        |
| Confruntări         | 09  | 13 noiembrie 2015  | Vineri, 20:30    | 1                 | 2 077             | 1 449             | 07,9              | 19,0              | 1                 | 1 287             | 0 899             | 08,9              | 20,7              | 1                     | 0 748                 | 534                   | 10,6                  | 28,3                  | [ 43 ]        |
| Confruntări         | 10  | 20 noiembrie 2015  | Vineri, 20:30    | 1                 | 2 002             | 1 297             | 07,0              | 17,3              | 1                 | 1 147             | 0 828             | 08,2              | 19,7              | 1                     | 0 625                 | 492                   | 09,7                  | 26,2                  | [ 44 ]        |
| Spectacole live     | 11  | 27 noiembrie 2015  | Vineri, 20:30    | 1                 | 2 132             | 1 135             | 06,2              | 16,5              | 1                 | 1 287             | 0 766             | 07,6              | 19,5              | 1                     | 0 662                 | 451                   | 08,9                  | 25,9                  | [ 45 ]        |
| Spectacole live     | 12  | 1 decembrie 2015   | Marți, 20:30     |                   |                   | 1 081             | 05,9              |                   |                   |                   | 0 788             | 07,8              |                   | 1                     |                       | 520                   | 10,3                  |                       | [ 46 ]        |
| Spectacole live     | 13  | 4 decembrie 2015   | Vineri, 20:30    | 1                 | 1 741             | 1 022             | 05,5              | 15,0              | 1                 | 1 025             | 0 674             | 06,7              | 17,9              | 1                     | 0 550                 | 394                   | 07,8                  | 23,5                  | [ 47 ]        |
| Semifinală          | 14  | 11 decembrie 2015  | Vineri, 20:30    | 1                 | 1 778             | 1 258             | 06,8              | 15,2              | 1                 | 1 113             | 0 866             | 08,6              | 19,1              | 1                     | 0 612                 | 491                   | 09,8                  | 26,0                  | [ 48 ]        |
| Finală              | 15  | 18 decembrie 2015  | Vineri, 20:30    | 1                 | 2 100             | 1 539             | 08,3              | 19,5              | 1                 | 1 296             | 1 013             | 10,0              | 23,4              | 1                     | 0 722                 | 581                   | 11,5                  | 30,0                  | [ 49 ]        |